# Współczynnik filtracji
Współczynnik filtracji (k) – wielkość charakteryzująca zdolność przesączania wody będącej w ruchu laminarnym przez skały porowate i jest miarą przepuszczalności hydraulicznej skał (gruntów). Przesączanie odbywa się siecią kanalików utworzonych z porów gruntowych. Grunt stawia opór przesączającej się wodzie, opór ten i współczynnik filtracji zależy od właściwości gruntu:
- rodzaju ośrodka gruntowego,
- porowatości,
- uziarnienia,
- struktury gruntu,
- właściwości filtrującej cieczy – lepkości.

Współczynnik filtracji jest miarą przepuszczalności wyłącznie dla wody i nie powinno się go stosować w przypadku innych płynów, do których odnosi się współcześnie stosowana wersja formuły Darcy’ego.

## Wyznaczanie współczynnika filtracji

### Metoda wzorów empirycznych
Należy uznać skład granulometryczny, posiadać wykres uziarnienia i wartość porowatości gruntu. Uzyskuje się tą metodą wartości orientacyjne.

### Metody laboratoryjne
Przy użyciu aparatów filtracyjnych różnej konstrukcji – ze stałym i ze zmiennym spadkiem hydraulicznym. Aparaty ze stałym spadkiem stosuje się do gruntów dobrze przepuszczalnych a ze zmiennym do słabo przepuszczalnych. Badania przeprowadza się na próbkach o strukturze nienaruszonej lub naruszonej. Wyniki badań otrzymane na próbkach o strukturze nienaruszonej są zbliżone do wyników badań polowych w warunkach naturalnych. Podczas pomiarów współczynnika filtracji należy określić temperaturę przesączającej się wody. Ze wzrostem temp cieczy zmniejsza się lepkość i zwiększa prędkość przepływu:
{\displaystyle k_{T}=k_{10}(0{,}7+0{,}03\ T),}
gdzie:
{\displaystyle k_{T}} – współczynnik filtracji uzyskany dla wody o temperturze T [°C],
{\displaystyle k_{10}} – zredukowany współczynnik filtracji w odniesieniu do temperaturze wody 10 °C.

#### Pomiar ze stałym spadkiem hydraulicznym
Badanie polega na przepuszczeniu wody przez próbkę o znanych wymiarach geometrycznych i na pomiarze wydatku oraz spadku hydraulicznego. Współczynnik filtracji wyznacza się ze wzoru Darcy’ego:
{\displaystyle k={\frac {Q}{F\cdot I}},}
gdzie:
{\displaystyle Q} – wydatek,
{\displaystyle Q=V/t=v\cdot F,}
{\displaystyle V} – objętość [m³],
{\displaystyle t} – czas [s],
{\displaystyle v} – prędkość filtracji [m/s],
{\displaystyle F} – powierzchnia przekroju,
{\displaystyle I} – spadek hydrauliczny, {\displaystyle I=\Delta h/l,}
{\displaystyle h} – różnica poziomów [m],
{\displaystyle l} – długość pozornej drogi filtracji liczona w linii prostej od jej początku do końca, niezależnie od krętości kanałów porowych [m].
W aparacie do pomiaru możliwy jest przepływ wody przez próbkę w kierunku z góry na dół i odwrotnie. Istnieje możliwość zmiany kierunku przepływu w trakcie badania. Powolne doprowadzanie wody do próbki od dołu ma na celu usunięcie powietrza z porów gruntu. Badanie wykonuje się dla kilku różnych spadków hydraulicznych, nie zmieniających się w trakcie badania (po 2–3 powtórzenia).

#### Pomiar ze zmiennym spadkiem
W aparatach tego typu istnieje możliwość dużych spadków hydraulicznych, co ma szczególne znaczenie przy filtracji przez grunty słabo przepuszczalne. W gruntach tych w przypadku całkowitego wypełnienia porów gruntu wodą związaną ruch wody jest możliwy po przekroczeniu spadku początkowego {\displaystyle I_{0}.} Pomiaru dokonuje się w aparacie filtracyjnym obserwując opadanie poziomu wody w rurce o przekroju {\displaystyle f} w czasie {\displaystyle t_{i}} poziom wody obniży się z wysokości {\displaystyle h_{0}} do {\displaystyle h_{1}.} Utrzymując dolna wodę na poziomie przekroju C, ciśnienie piezometryczne w tym przekroju będzie równało się 0. W tym przypadku prędkość filtracji zmienia się w czasie, w zależności od wysokości H, czyli wysokości położenia zwierciadła wody w rurce w danym momencie czasu, co opisuje wzór:
{\displaystyle v={k\cdot {\frac {h}{l}}}.}

### Metody polowe
Dają najbardziej miarodajne wyniki. Są najkosztowniejsze i pracochłonne. Do polowych metod należą: próbne pompowanie studni z otworami obserwacyjnymi, próbne pompowanie bez otworów obserwacyjnych, krótkotrwałe pompowanie studni, bezpośredni pomiar przepływu i otworu wiertniczego, zalewanie szurfów i szybików, sczerpywanie.